# El Santo
Rodolfo Guzmán Huerta (* 23. September 1917 in Tulancingo, Hidalgo; † 5. Februar 1984), bekannt als El Santo (der Heilige), war ein mexikanischer Luchador-Wrestler und Schauspieler.

## Leben
Guzmán kam in den 1920er Jahren mit seiner Familie nach Mexiko-Stadt, wo er in seiner Jugend verschiedene Sportarten ausübte und auch Wrestling lernte. Seinen ersten Auftritt in einem Wettbewerbskampf war 1934 oder 1935; wie in dieser Sport- und Showart üblich, benutzte er verschiedene Pseudonyme.
1942 trat Guzmán anlässlich einer Neuzusammenstellung eines Wrestling-Teams aus silbern gekleideten Kämpfern erstmals unter dem Ringnamen El Santo auf. In den folgenden vier Jahrzehnten, bis zum September 1982, feierte er zahlreiche Erfolge, prägte einen eigenen Stil aus und war ab 1958 – schon seit 1952 erschien eine Comic-Reihe, die sich an seiner Ring-Figur orientierte – in insgesamt 52 Filmen zu sehen; wie etliche seiner Kollegen spielte er sich stets selbst (siehe Lucha-Filme); oft im Kampf mit übernatürlichen oder aus dem Horror-Bereich entlehnten Figuren, in nicht wenigen Filmen auch zusammen mit anderen Wrestlern.
Guzmán war seit Anfang der 1940er Jahre verheiratet, der Ehe entstammen zehn Kinder.
Niemals sah man Guzmán in der Öffentlichkeit ohne seine Maske; erst ein Jahr nach seinem Rückzug nahm er sie in einer Fernsehshow ab, eine Woche vor seinem Tod.

## Tod und Erbe
Guzmán verstarb am 5. Februar 1984 an einem Herzinfarkt. Sein Tod löste in ganz Mexiko eine große Trauer um ihn aus, da er aufgrund seiner Authentizität überaus große Popularität besaß. Seine Beerdigung galt als eine der größten in der Geschichte Mexikos. Seinem Willen gemäß wurde Guzmán mit der silbernen Maske beerdigt. Der 5. Februar wurde daraufhin in Mexiko zum El-Santo-Gedächtnistag ernannt.
Auch Jahre nach seinem Tod hat El Santo nichts von seiner Popularität eingebüßt. Bis heute verkaufen sich seine Comics sehr gut und seine Filme erreichen im mexikanischen Fernsehen hohe Einschaltquoten. In seiner Heimatstadt Tulancingo wurde ihm zu Ehren eine Statue aufgestellt. Er gilt als die größte Legende des Lucha Libre.
Sein Sohn Jórge setzt als El Hijo del Santo seine Legende fort. Guzmán wollte zwar, dass einer seiner Söhne dies tut, allerdings erst nach einer ordentlichen Ausbildung, weswegen Jórge Guzmán einen Bachelor-Abschluss machte. Von den 25 Enkeln, die Guzmán hatte, sind zwei ebenfalls als Wrestler aktiv, nämlich Axxel und Rocker II.

## Filmografie (Auswahl)
- 1958: Santo contra el cerebro del mal
- 1961: Santo contra los zombies
- 1962: Ein Superheld gegen Vampire (Santo contra las mujeres vampiro)
- 1967: Santo, el Enmascarado de Plata vs. la invasión de los marcianos
- 1969: Santo contra Blue Demon en la Atlántida
- 1972: Santo contra las lobas
- 1972: Santo und der blaue Dämon contra Dracula und Werwolf (Santo y Blue Demon contra Drácula y el Hombre Lobo)
- 1982: Santo en la furia de los karatekas